# MaK DE 1003
A MaK DE 1003 négytengelyes dízel-elektromos mozdonysorozat, amelyet a Maschinenbau Kiel (MaK) gyártott 1988-ban, összesen 4 példányban. A típust kifejezetten a Ruhrkohle AG bányavállalat számára fejlesztették ki, ami nehéz terhelésű tolatási és közepes terhelésű vonali szolgálatra használta azt.

## Fejlesztés
A DE 1003 fejlesztésekor a Ruhrkohle AG bányavállalatnál több évet kielégítően szolgáló Henschel E 1200 típusú villamos és a Gmeinder DE 500 típusú dízelmozdonyokat vették alapul. 1985-ben a RAG állományában mintegy 170, különböző típusú mozdony volt, köztük több E 1200, DE 500 és MaK G 1204 BB is.
1985-től kezdődően a RAG nem villamosított vonalain új feladatokat kellett ellátni. Eredetileg úgy tervezték, hogy ezeket kettő DE 500 mozdony végezte volna el szinkroncsatolt üzemben, azonban ezt a nem kielégítő vonóerő miatt elvetették és új mozdonysorozatot szereztek be.
A DE 1003 a dízel-elektromos elődjeihez hasonlóan tisztán háromfázisú mozdony, azonban a MaK DE 1002-vel ellentétben nem egy, hanem kettő motor hajtja. Ez azt jelenti, hogy a mozdony a csúcsteljesítménye a DE 1002-höz hasonló, azonban a kisebb terhelés mellett az egyik motoregységet le lehet kapcsolni, ami tüzelőanyag-megtakarítással jár, miközben továbbra is lehetővé teszi a mozdony mind a négy tengelyének vontatási üzemben való használatát.

## Műszaki részletek
A típus a Maschinenbau Kiel harmadik generációs termékcsaládjának a tagja. A DE 1003 típusjelölésben, az első betűk a hajtást, míg az azt követő számok a motor teljesítményét fejezi ki. Az előző generációval ellentétben ezeket a mozdonyokat nem a MaK lassú járású hajómotorjaival, hanem a Motorenwerke Mannheim gyorsabban járó motorjaival szerelték. A felépítményt a gyártás egyszerűsítése végett a szögletes idomok jellemzik. Biztonsági okokból a vezetőfülkébe való bejutás nem közvetlenül oldalról, hanem a rakszelvényen belül, a kapaszkodóval ellátott oldalsó járdákról történik. A vezetőfülke a DE 1002-höz hasonlóan két egyenlőtlen hosszúságú géptér között kapott helyet. A két típus közötti legnagyobb eltérés a DE 1003 kétmotoros kialakítása. A mozdonyok erőátvitele a következő módon történik: dízelmotor–háromfázisú generátor–egyenirányító–köztes áramkör–inverter–vontatómotorok. A kettő azonos típusú motor két azonos típusú generátorral egy közös egyenáramú közbensőkörbe táplálja a teljesítményt.
Mindkettő motor vízhűtéses. A mozdony különlegessége, hogy egymotoros üzemben a hűtőköröket túlfolyóvezetékek kötik össze, így a második motor több órás készenlét után is megfelelő indítási hőmérséklettel rendelkezik.

## Üzemeltetők
A mozdonyokat kifejezetten a RAG igényeihez igazították. A dízel-hidraulikus MaK G 1204 BB-vel összehasonlítva a tüzelőanyag-fogyasztásuk 20–33 százalékkal alacsonyabb. A típusból egyetlen másik vállalat sem rendelt, mivel a két motor használata megnövekedett karbantartási költséggel jár, ezért sok ügyfél az olcsóbb dízel-hidraulikus meghajtást választotta. Ezen felül a beépített Motorenwerke Mannheim-motorok sem túl jól sikerült konstrukció.
Valamennyi mozdony az 1990-es évek végéig a RAG szolgálatában maradt, amíg ki nem vonták azokat a forgalomból. Az egyik mozdonyt alkatrészbányaként használták, majd később selejtezték, a többi három mozdonyt külföldre értékesítették.
| MaK DE 1003-mozdonyok listája |             |                 |                                  | |
| Gyártási szám                 | Gyártás éve | Első üzemeltető | Legutóbbi üzemeltető             | Megjegyzés |
| 1000843                       | 1988        | RAG „661“       | GTSR „661“                       | 1998-as megalapításakor átkerült a RAG Deutsche Steinkohle AG leányvállalathoz. 2004-ben a Westdeutscher Bahn- und Baubedarf Horst Scholtz GmbH megvásárolta. 2006-ban az olaszországi Railconsult S.r.l., majd 2009-ben a General Transport Service S.p.A. vállalathoz került, ami bérmozdonyként üzemelteti |
| 1000844                       | 1988        | RAG „662“       | RAG Deutsche Steinkohle AG „662“ | 1998-as megalapításakor átkerült a RAG Deutsche Steinkohle AG leányvállalathoz. 2001-ben letétbe helyezték és alkatrészbányaként tartották meg. 2004-ben a Vossloh Locomotives, majd az action concept akciófilmgyártó-vállalat megvásárolta és a Sziklaöklű szerzetes (eredeti címén Lasko – Im Auftrag des Vatikans) című tévéfilmben használta egy MaK G 1206 „dublőreként”. A 2000-es évek folyamán a Theo Steil fémhulladék-kereskedő vállalat trieri telephelyen ócskavasként feldarabolták  |
| 1000845                       | 1988        | RAG „663“       | Swiss Rail Traffic „846 402-6“   | 1998-as megalapításakor átkerült a RAG Deutsche Steinkohle AG, majd 2004-ben a RAG Bahn und Hafen leányvállalathoz. 2006-ban a Westdeutscher Bahn- und Baubedarf Horst Scholtz GmbH megvásárolta, majd eladta az olaszországi Railconsult S.r.l. vállalatnak, ami a svájci Swiss Rail Traffic AG-nek adja bérbe azt. UIC-pályaszáma: 98 85 5846 402-6 CH-SRTAG |
| 1000846                       | 1988        | RAG „664“       | Logyca Ultimo Miglio Ferroviario | 1998-as megalapításakor átkerült a RAG Deutsche Steinkohle AG leányvállalathoz. 2003-ban letétbe helyezték, 2004-ben megvásárolta a Vossloh Locomotives, majd később a Westdeutscher Bahn- und Baubedarf Horst Scholtz GmbH. 2005-ben az olaszországi Railconsult S.r.l. vállalathoz került, ami bérmozdonyként üzemeltette. 2010-ben a svájci Swiss Rail Traffic AG-hoz került, ahol 98 85 5 846 401-8 CH-SRTAG UIC-pályaszámon volt bejegyezve. 2016-ban az olaszországi Logyca UMF megvásárolta |

## Fordítás
- Ez a szócikk részben vagy egészben  a   MaK DE 1003 című német Wikipédia-szócikk ezen változatának fordításán alapul.  Az eredeti cikk szerkesztőit annak laptörténete sorolja fel. Ez a jelzés csupán a megfogalmazás eredetét és a szerzői jogokat jelzi, nem szolgál a cikkben szereplő információk forrásmegjelöléseként.